# Polydesmia fructicola
Polydesmia fructicola är en svampart som beskrevs av Korf 1978. Polydesmia fructicola ingår i släktet Polydesmia och familjen Hyaloscyphaceae.   Inga underarter finns listade i Catalogue of Life.